# Pseudodirphia
Pseudodirphia is een geslacht van vlinders van de familie nachtpauwogen (Saturniidae), uit de onderfamilie Hemileucinae.

## Soorten
- P. agis (Cramer, 1775)
- P. alba (Druce, 1911)
- P. albosignata (Bouvier, 1924)
- P. alticola Lemaire, 2002
- P. andicola Bouvier, 1930
- P. biremis (Draudt, 1930)
- P. boliviana Lampe, 2004
- P. catarinensis (Lemaire, 1975)
- P. conjuncta Lemaire, 2002
- P. cupripuncta Lemaire, 1982
- P. choroniensis (Lemaire, 1975)
- P. ducalis Lemaire, 2002
- P. eumedide (Stoll, 1782)
- P. eumedidoides (Vuillot, 1892)
- P. guyanensis (Lemaire, 1975)
- P. herbuloti (Lemaire, 1975)
- P. imperialis (Draudt, 1930)
- P. infuscata (Bouvier, 1924)
- P. lacsa Lemaire, 1996
- P. lesieuri Lemaire, 2002
- P. medinensis (Draudt, 1930)
- P. menander (Druce, 1886)
- P. mexicana (Bouvier, 1924)
- P. niceros (Dognin, 1911)
- P. obliqua (Bouvier, 1924)
- P. pallida (Walker, 1865)
- P. peruviana (Bouvier, 1924)
- P. regia (Draudt, 1930)
- P. sanctimartinensis Lemaire, 2002
- P. sinuosa Lemaire, 2002
- P. theodorici Lemaire, 1982
- P. thiaucourti Lemaire, 1982
- P. undulata Lemaire, 2002
- P. uniformis (Lemaire, 1975)
- P. varia (Walker, 1855)